# Кеплер-69c
Кеплер-69c (також відомий під позначенням "Об'єкт інтересу Кеплера" KOI-172.02)— це підтверджена екзопланета типу «суперземля»; ймовірно, є кам'янистою та обертається навколо власної зорі Кеплер-69, яка в свою чергу є подібною до Сонця. Разом з двома іншими екзопланетами, зоря була відкрита космічним апаратом NASA Kepler. Планета розташована приблизно за 2380 світлових років від Землі.
Кеплер-69c обертається навколо своєї зорі на відстані 0,75 а. о. (112 000 000 км; 70 000 000 миля) від своєї материнської зорі з орбітальним періодом приблизно 242,46 дня, має масу щонайменше в 2,14 раза більшу за земну та радіус приблизно в 2,2 раза більший за земний. Початкові результати досліджень показали, що планета може бути придатною для життя, проте оновлений аналіз показує, що Кеплер-69c знаходиться на внутрішньому краю зони життя або навіть за її межами, і тому, високоймовірно, нагадує планету Венера за температурами та умовами занадто високими для підтримки будь-якого життя. Це робить її непридатною для життя. 
Про відкриття екзопланети було оголошено у NASA у квітні 2013 року в рамках публікації даних космічного апарату «Кеплер». Екзопланету було знайдено за допомогою транзитного методу, за допомогою якого вимірюється ефект затемнення, який планета викликає під час проходження перед своєю зіркою.

## Фізичні характеристики

### Маса, радіус і температура
Кеплер-69c — це суперземля, або ж екзопланета, радіус і маса якої більші за земні, але менші за масу крижаних гігантів Урана та Нептуна. Її рівноважна температура оцінюється в 325 К (52 °C; 125 °F), але, ймовірно, має набагато гарячішу температуру поверхні у 548 К (275 °C; 527 °F). Її маса оцінюється приблизно в 2,14 мас Землі та радіус 1,71 радіусів Землі. Ці характеристики роблять її аналогом планети Венера, але масивнішим, тому її називають «суперВенерою».

### Материнська зоря
Планета обертається навколо зорі (G-типу) під назвою Кеплер-69, навколо якої обертаються загалом дві планети. Зірка має масу 0,81 M☉ та радіус 0,93 R☉. Температура її поверхні становить 5638 К, а її вік оцінюється приблизно в 9,8 мільярда років, що означає, що вона, ймовірно, наближається до кінця свого існування. Сонцю, до прикладу, є близько 4,6 мільярда років, а температура його поверхні становить 5778 К.
Видима зоряна величина, або наскільки яскравою вона виглядає з точки зору Землі, становить 13,7.  Таким чином, Кеплер-69 є занадто тьмяною, щоб її можна було побачити неозброєним оком.

### Орбіта
Кеплер-69c обертається навколо своєї зорі кожні 242 дні на відстані, що в 0,64 рази перевищує відстань від Землі.  Це дуже схоже на період обертання Венери та її відстань у Сонячній системі .

## Пропонована життєпридатність

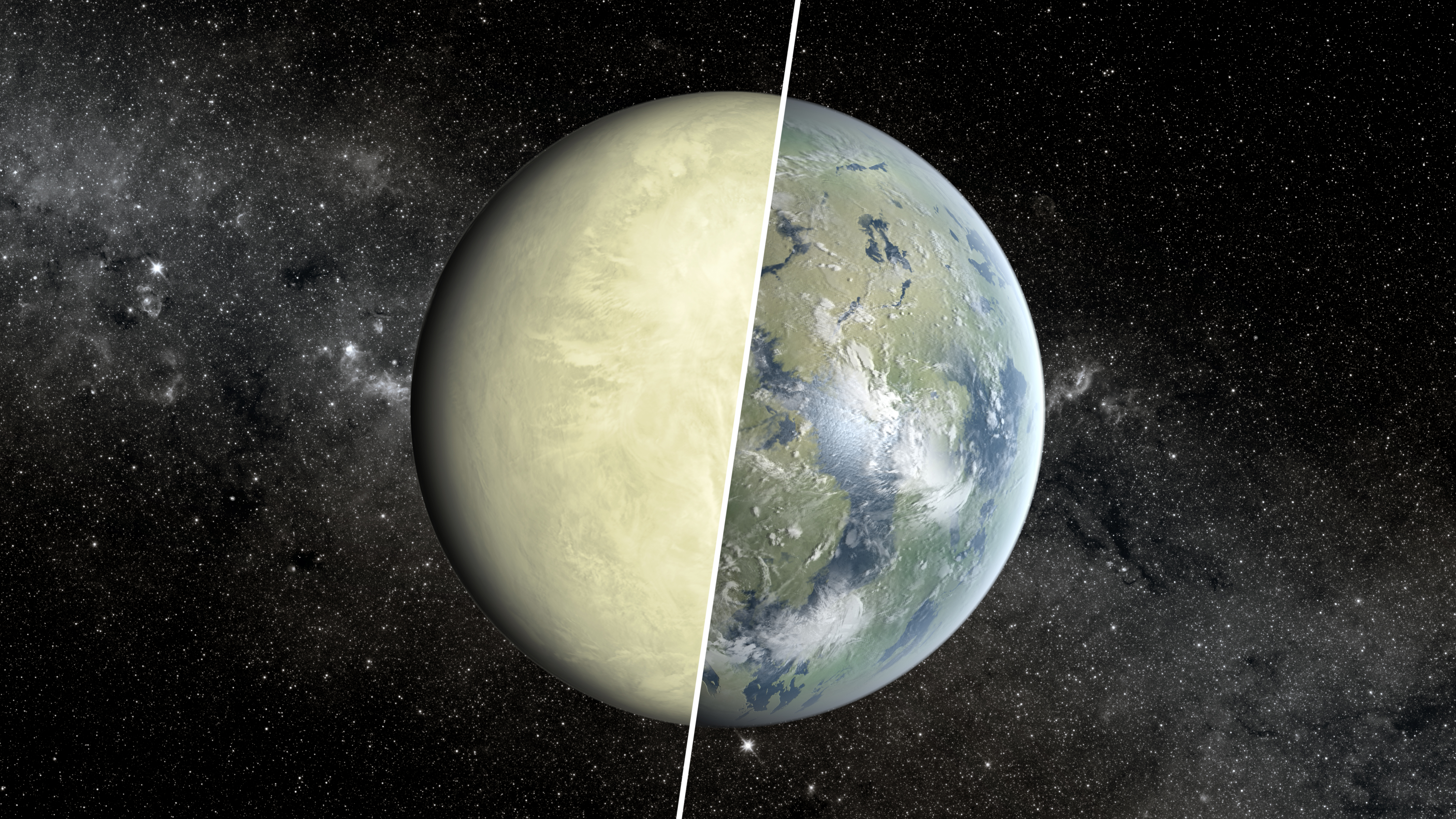
Художнє уявлення про порівняння планети, подібної до Венери, та планети, подібної до Землі. Згідно з останніми дослідженнями, планета Кеплер-69c, швидше за все, є суперВенерою, аналогічною самій Венері, але масивнішою та абсолютно непридатною для життя.

У ЗМІ було оголошено, що ця екзопланета, разом з екзопланетами Kepler-62e та Kepler-62f, знаходяться в « зоні, придатній для життя» зорі — області, де на поверхні планети може існувати рідка вода. Її описували як одну з планет, найбільш схожих на Землю за розміром і температурою, які знаходили за весь час, і, за словами вчених, «головного кандидата на існування позаземного життя».
Через невизначеності в параметрах зір, похибки значень потоку падаючого випромінювання на цю планету досить великі, до 1,91 +0.43
−0.56 разів перевищення рівня Землі. Використовуючи номінальні параметри, планета знаходиться занадто близько до зорі, щоб бути придатною для життя, хоча невизначеності допускають можливість того, що вона насправді може знаходитися у найглибшій області зони життя та бути пустельною планетою. Проте навіть за умови найнижчої похибки при вимірюванні, зоряний потік у 1,35 S🜨 все ще буде достатньо високим, щоб википіти будь-які океани. Більш актуальиний аналіз показав, що планета, ймовірно, є більше схожою на Венеру, яка відома як одне з найнесприятливіших місць для життя в Сонячній системі, і тому навряд чи буде придатною для життя таких організмів. 

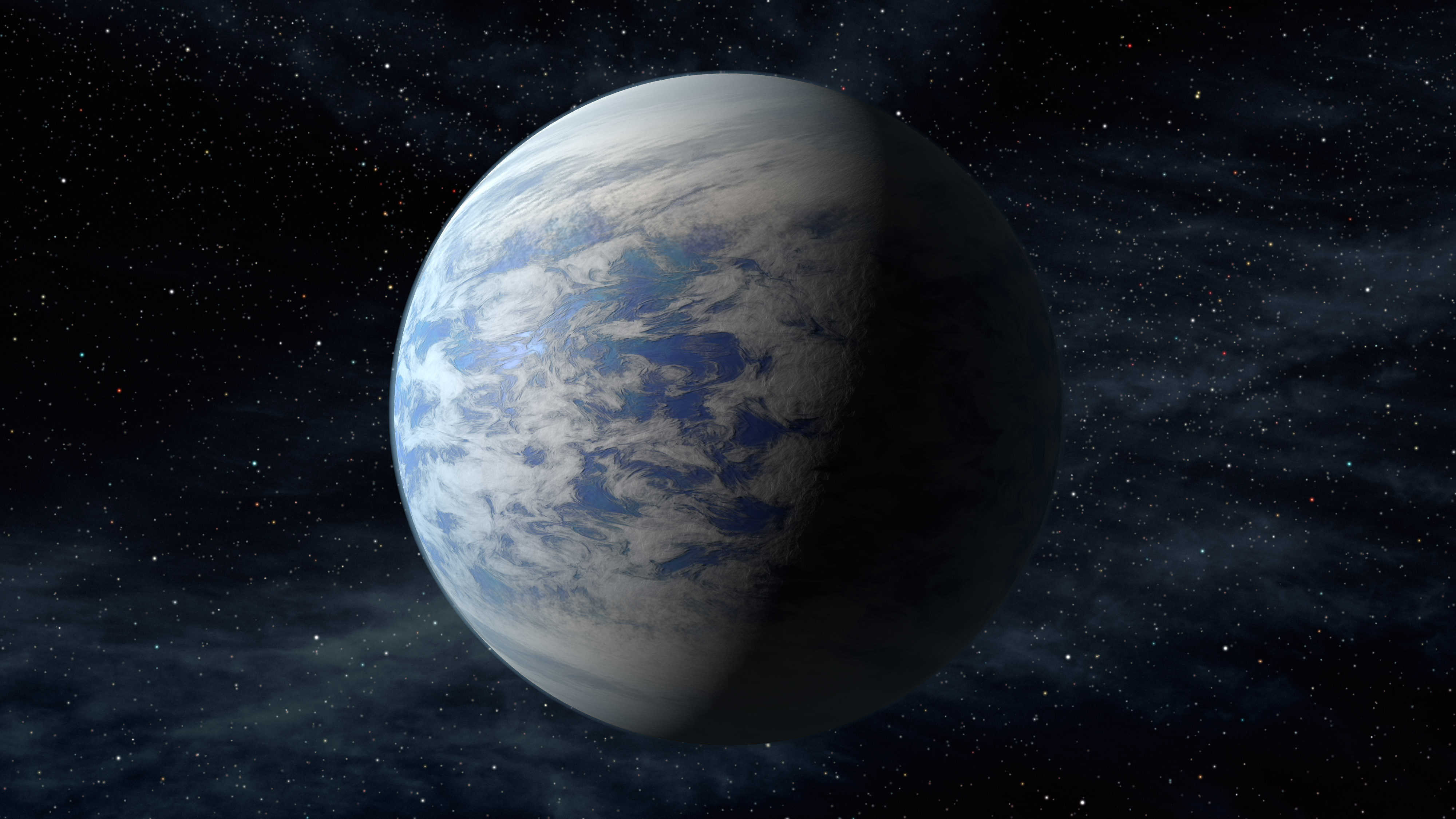
Уявлення художника про Кеплер-69c як екзопланету "суперВенера".

## Відкриття
У 2009 році космічний апаратвід  NASA «Кеплер» спостерігав за зірками за допомогою власного фотометра – інструменту, який він використовує для виявлення транзитних подій, під час яких планета проходить перед своєю зорею та затемнює її на короткий і відносно регулярний проміжок часу. В останньому тесті Кеплер спостерігав 50000 зір у каталозі вхідних даних Кеплера, включаючи Кеплер-69. Попередні світлові криві були надіслані науковій команді Кеплера для аналізу, яка вибрала з цієї групи очевидних планетарних супутників для подальшого спостереження в обсерваторіях. Спостереження за потенційними кандидатами в екзопланети проводилися з 13 травня 2009 року по 17 березня 2012 року. Після спостереження за відповідними транзитами, які для Кеплер-69c відбувалися приблизно кожні 242 дні (як її орбітальний період), зрештою було зроблено висновок, що за періодичні 242-денні транзити відповідає планетарне тіло. Про відкриття, а також про планетну систему зірки Кеплер-62, було оголошено 18 квітня 2013 року. 
9 травня 2013 року на слуханнях у Конгресі, організованих двома підкомітетами Палати представників США, обговорювалося питання «Відкриття екзопланет: чи знайшли ми інші Землі?», що було викликано відкриттям екзопланети Кеплер-69c, а також Kepler-62e та Kepler-62f . У пов'язаному спеціальному випуску журналу Science, опублікованому раніше, були описані відкриття екзопланет.
| Визначні екзопланети – космічний телескоп "Кеплер"                                                             | Визначні екзопланети – космічний телескоп "Кеплер"                                |
| --- | --------------------------------------------------------------------------------- |
| Порівняння розмірів планет Kepler-69c, Kepler-62e, Kepler-62f та Землі . Екзопланети – це враження художників. | Обсяг пошуку космічного телескопа «Кеплер» у контексті галактики Чумацький Шлях . |

## Зовнішні посилання
- НАСА – Огляд місії .
- Кеплер – Відкриття – Зведена таблиця – NASA .
- Галерея житлової зони
- Кеплер – Відкриття нових планетних систем (2013). [Архівовано 2020-05-08 у Wayback Machine.]   .
- Кеплер – Підрахунок планет/інтерактивний (2013) – NYT .
- Відео (02:27) – NASA виявило три нові планети в «зоні життя» (18.04.2013).
- Пошук даних Kepler KOI .
- Дані KOI-172.02 в Архіві екзопланет Каліфорнійського технологічного інституту
- Зірка KOI-172 на Star Finder/KPGraham
- Екстрасонячні планети – Дані/Архів Джонстона